# أحمد بن محمد بن عيسى الأشعري
أحمد بن محمد بن عيسى بن عبد الله الأشعري راوي شيعي من مدينة قم وهو من أصحاب علي الرضا وعلي الهادي ولقى الحسن العسكري ، وله الكثير من الروايات عند الشيعة تبلغ زهاء ٢٢٩٠ حديثا

## روايته
روى عن: أبي جعفر الثاني ، وعلي بن محمد ، وعن ابن ثابت، وأبي جعفر البغدادي، وأبي الحسن، وأبي طالب، وأبي عبد الله البرقي، وأبي عبد الله الفراء، وأبي قتادة، وأبي قتادة القمي، وأبي محمد الحجال، وأبي محمد المدائني، وعن أبيه، وأبي هاشم الجعفري، وأبي همام، وأبي يحيى الواسطي، وأبي يوسف، وابن أبي عمير ، وغيرهم
روى عنه: أبو علي الأشعري، وأحمد بن إدريس، وأحمد بن علي بن أبان القمي، وسعد، وسعد بن عبد الله، وسعد بن عبد الله بن أبي خلف، وسهل بن زياد، وعبد الله بن جعفر الحميري، وعلي بن موسى بن جعفر بن أبي جعفر الكمنداني، وعلي بن موسى الكميداني وغيرهم الكثير
الجرح والتعديل: قال النجاشي " شيخ القميين، ووجههم، وفقيههم، غير مدافع. وكان أيضا الرئيس الذي يلقى السلطان بها " الشيخ الطوسي " ، ثقة، له كتب " العلامة الحلي " أبو جعفر شيخ قم و وجهها و فقيهها " الشيخ الصدوق " وكان أحمد بن محمد بن عيسى في فضله وجلالته يروي عن أبي طالب عبد الله ابن الصلت القمي " الكشي " قال نصر بن الصباح: أحمد بن محمد بن عيسى لا يروي عن ابن محبوب، من أجل أن أصحابنا يتهمون ابن محبوب في روايته عن أبي حمزة " ابن شهر آشوب " من بني ذخران له كتاب" أبو علي الحائري " هذا الثقة الجليل تأمّل " الخوئي " فصل له واثنى عليه

## كتبه
كتاب التوحيد، كتاب فضل النبي صلى الله عليه وآله، كتاب المتعة، كتاب النوادر، - وكان غير مبوب فبوبه داود بن كورة، - كتاب الناسخ والمنسوخ، كتاب الأظلة، كتاب المسوخ، كتاب فضائل العرب، قال ابن نوح: و رأيت له عند الدبيلي كتابا في الحج.